# Adap Thrinley
Adap Thinley foi um Desi Druk do Reino do Butão, reinou de 1832 até 1835. Foi antecedido no trono por Dorji Namgyal, tendo-lhe seguido Choki Gyaltshen.